# Sari-d'Orcino
Sari-d'Orcino (Corsicaans: Sari d'Orcinu, Sari d'Urcinu of Sari di Cinarca; Italiaans: Sari d'Orcino) is een gemeente in het Franse departement Corse-du-Sud (regio Corsica) en telt 259 inwoners (1999). 

## Geografie
De oppervlakte bedraagt 22,09 km², de bevolkingsdichtheid is 11 inwoners per km².

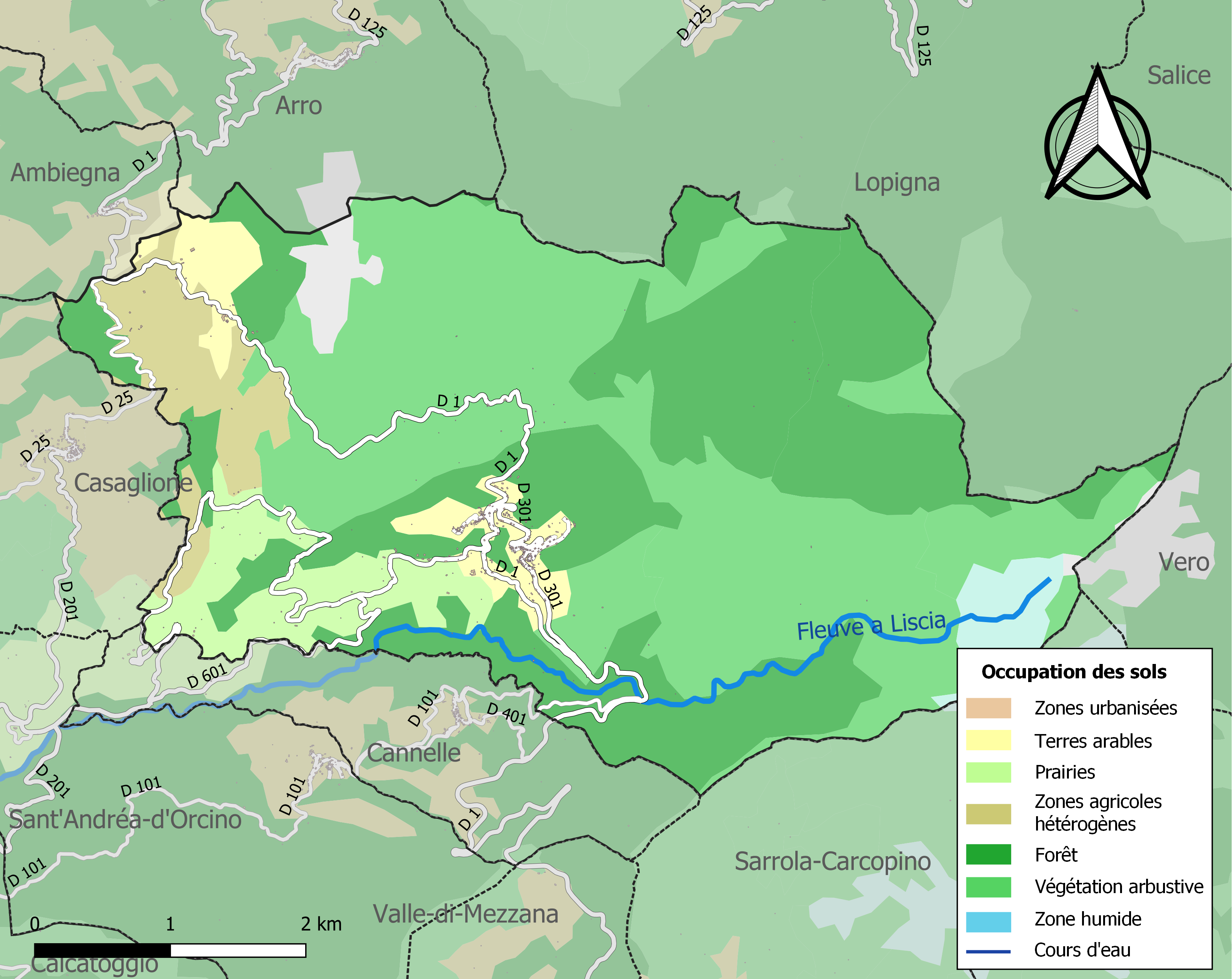
Kaart van de gemeente met de belangrijkste infrastructuur, bodemgebruik en omliggende gemeenten

## Demografie
Onderstaande figuur toont het verloop van het inwonertal.
Vanwege een beveiligingsprobleem met de MediaWiki Graph-software is het momenteel niet mogelijk deze grafiek weer te geven. Zodra de software is bijgewerkt zal de grafiek vanzelf weer zichtbaar worden.